# سید صدرالدین صدر
سیّد صدرالدّین موسوی صدر (تولّد ۱۲۹۹ (قمری) در کاظمین – درگذشته ۱۹ ربیع‌الاول ۱۳۷۳ (قمری) مقارن با ۵ آذر ۱۳۳۲ در قم) از فقها و مراجع تقلید شیعه و نوه سید صدرالدین عاملی بود که در فقه، اصول، رجال، شعر و تفسیر تخصص داشت.
در دوران حکومت رضاخان صدر همراه یارانش سید محمدتقی خوانساری و سید محمد حجت، تدریس و سرپرستی حوزه علمیه را بر عهده داشت و در حفظ و توسعه حوزه کوشید و کتب مختلف به این شخص پرداخته‌اند.

## زندگی

### کودکی و دوران تحصیل
سید محمد علی صدر مشهور به سید صدر الدین، دوران کودکی را در سامرا گذراند و ادبیات و ریاضیات را از استادان آن‌دیار فرا گرفت.
هنگامی که پدرش سیداسماعیل صدر در سال ۱۳۱۴ ه‍.ق به کربلا هجرت کرد، او نیز به این شهر رفت و به بهره‌گیری از پدر و دیگر استادان کربلا پرداخت.
سپس به سفارش پدرش، برای تکمیل تحصیلات، رهسپار نجف شد و دروس دوره سطح را از استادانی چون محمدحسین نایینی، شیخ حسن کربلایی و آقاضیاءالدین عراقی و دروس دوره خارج را از پدرش سید اسماعیل صدر، ملا محمدکاظم خراسانی، سید محمدکاظم طباطبایی یزدی و میرزا فتح‌الله شیخ الشریعة اصفهانی آموخت.

### عزیمت به مشهد
صدر در سال ۱۳۳۹ه‍.ق رهسپار ایران شد و حدود شش سال در مشهد به تدریس پرداخته و همزمان به همراه علی اکبر نوقانی در حقله درس خصوصی اصول فقه میرزا مهدی اصفهانی شرکت جست. در این مدت، علاوه بر تدریس، به موعظه و ارشاد مردم نیز همت گماشت. آن ایام با خشکسالی مصادف بود و او توانست، با اقدامات پیگیر و گردآوری اعانه بسیاری از مستمندان را از خطر مرگ نجات بخشد. او پس از مدتی به نجف رفت و در درس محمدحسین نایینی شرکت کرد. سپس به ایران بازگشت و در قم به تدریس و وعظ پرداخت. در یکی از سالها، هنگامی که برای زیارت به مشهد رفته بود، در آن شهر اقامت‌گزید و به تدریس و اقامه نماز جماعت در مسجد گوهرشاد پرداخت.

### عزیمت به قم
در آن زمان، مؤسس حوزه علمیه قم شیخ عبدالکریم حائری یزدی دوران کهنسالی را می‌گذراند و نگران آینده حوزه تازه تأسیس بود. او به منظور تقویت حوزه علمیه قم و تأمین آینده آن، گروهی را به مشهد فرستاد تا از صدر برای اقامت در قم دعوت کنند. وی دعوت مؤسس حوزه علمیه قم را پذیرفت و رهسپار قم شد.
صدرالدین صدر مورد توجه حائری بود، علاوه بر تدریس سطوح عالی، از مشاوران وی شمرده می‌شد و در امور حوزه نیز به او کمک می‌کرد.
حائری صدر را وصی خود قرار داد و به پیشنهاد او سید محمد حجت کوه کمری نیز به وصایت وی برگزیده شد.

## مرجعیت
پس از وفات مؤسس حوزه علمیه، مرجعیت و زعامت حوزه به آیات عظام حجت، خوانساری و صدر رسید.
صدر هرگز به مرجعیت و زعامت‌حوزه گرایش نداشت. هنگامی که سیدحسین بروجردی برای معالجه به تهران آمد، صدر که در آن‌زمان رهبر حوزه علمیه قم به‌شمار می‌آمد، از وی خواست به قم بیاید. پس ازورود او جایگاه نماز جماعت خود در حرم معصومه را به سید حسین طباطبایی بروجردی واگذار کرد؛ از ریاست حوزه فاصله گرفت و به پشتیبانی گسترده از فقیه بروجردی بسنده کرد. او در تبیین فلسفه این کار، این آیه قران را ذکر می‌کرد: «تلک الدار الاخره نجعلها للذین لا یریدون علوا فی الارض و لافسادا و العاقبه للمتقین.» (قصص، آیه ۸۳)

## فرزندان
اولین همسر صدر، دخترخاله‌اش بود که در جوانی در عراق درگذشت. وی پس از بازگشت به ایران، در حوالی سال ۱۳۳۹ هجری قمری در مشهد با بی‌بی‌صفیه قمی دختر سید حسین طباطبایی قمی (از مراجع تقلید) ازدواج کرد و صاحب ده فرزند شد:
1. رضا صدر، از مدرسان حوزهٔ علمیهٔ قم بود
2. علی صدر
3. موسی صدر
4. صدیقه صدر، همسر سید محمدباقر سلطانی طباطبایی. صاحب چهار فرزند شد: ۱)صادق طباطبایی، ۲) جواد طباطبایی ۳) فاطمه طباطبایی، با احمد خمینی ازدواج کرد ۴) مرتضی طباطبایی ۵) عبدالحسین طباطبایی
5. طاهره صدر، همسر سید مهدی صدرعاملی
6. بتول صدر، همسر هادی عبادی
7. منصوره صدر، همسر علی‌اکبر صادقی و مادر زهره صادقی (همسر محمد خاتمی)
8. فاطمه صدر، همسر محمدباقر صدر
9. زهرا صدر، همسر اسکندر فیروزان و مادر مهدی فیروزان
10. رباب صدر، همسر حسین شرف‌الدین

## درگذشت

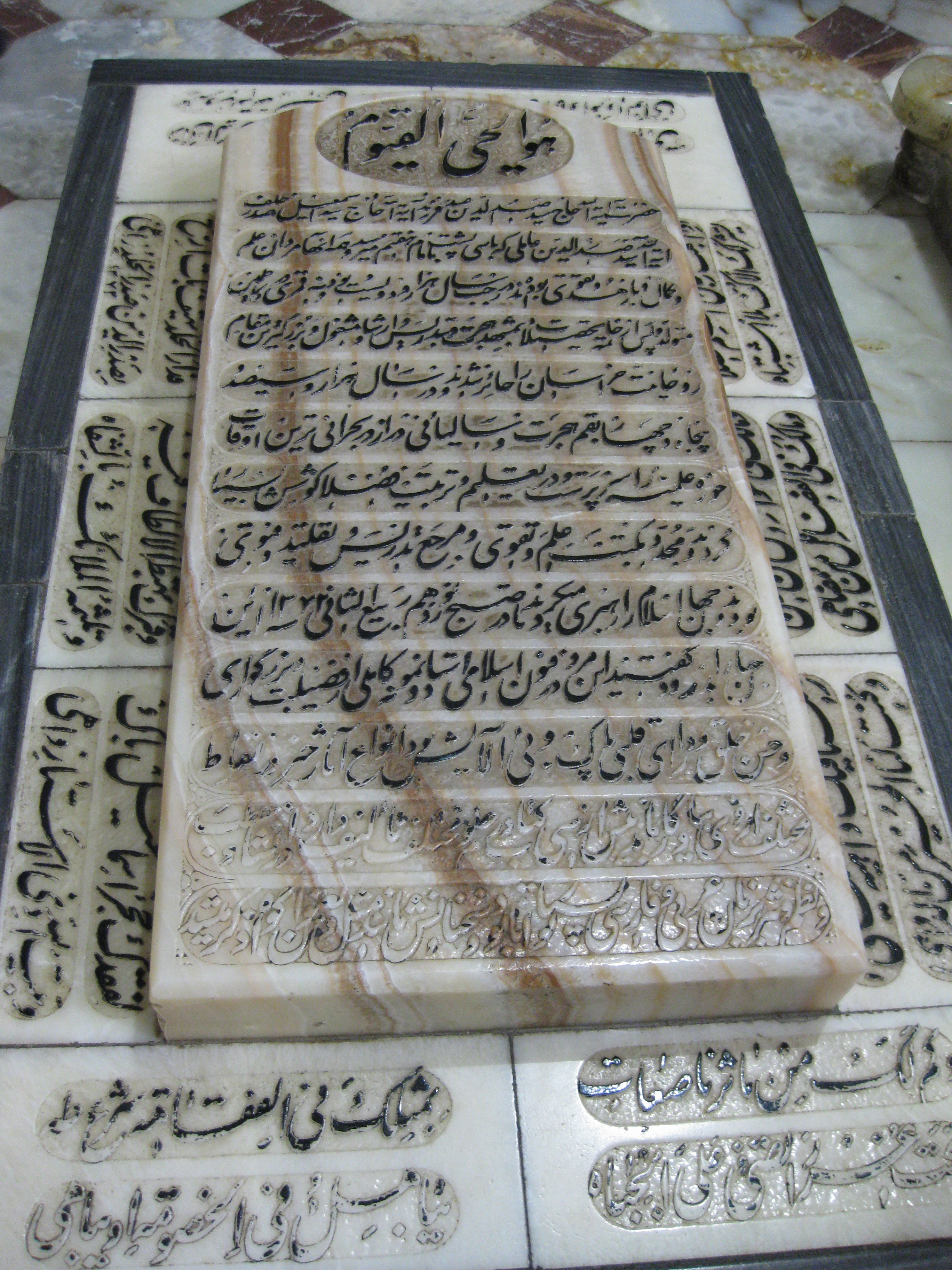
مزار صدر در قم

سید صدرالدین صدر در تاریخ ۱۹ ربیع‌الاول ۱۳۷۳ درگذشت. سید حسین بروجردی بر پیکر وی نماز گذارد و او را در کنار قبر شیخ عبدالکریم حائری، در آرامگاه فاطمه معصومه به خاک سپردند.

## آثار علمی
صدر آثار زیر را از خود با یادگارگذاشت:
1. المهدی در این کتاب روایات اهل سنت دربارهٔ حجت بن حسن گردآوری شده‌است. پیش از آن، کتابی در این موضوع، با این نظم و ترتیب خاص، نگاشته نشده بود. کتاب المهدی عربی است و ترجمه‌اش نیز چاپ شده‌است.
2. خلاصه الفصول کتاب فصول تألیف شیخ محمدحسین اصفهانی از متون درسی حوزه علمیه بود؛ ولی به خاطر طولانی بودن، معمولاً طلاب به خواندن بخشی از آن اکتفا کردند. صدر آن را تلخیص کرد تا به جای کتابهای قوانین و فصول تدریس گردد.
3. الحقوق همان رساله حقوق علی بن حسین زین‌العابدین است که با مقدمه کوتاه آن صدر چاپ شده‌است.
4. مختصر تاریخ اسلام
5. حاشیه عروه الوثقی
6. حاشیه وسیله النجاه
7. سفینه‌النجاه
8. رساله در امر به معروف و نهی از منکر
9. رساله در تقیه
10. رساله‌در حکم
11. رساله در حج
12. رساله‌ای دربارهٔ ازدواج
13. منظومه حج
14. منظومه‌ای دربارهٔ روزه
15. رساله در حقوق زن
16. حاشیه کفایه الاصول
17. رساله‌ای در اصول دین
18. رساله‌ای در اثبات عدم تحریف قرآن
19. رساله در ردشبهات وهابیان

۲۰. لواء محمد (۱۲ جلد)
۲۱. مدینه العلم (۶ جلد)
۲۲. دیوان‌اشعار